# صندوق تطوير المناطق العشوائية
صندوق تطوير المناطق العشوائية هو صندوق حكومي مصري مُلغى، تم إنشاؤه بعد حادثه انهيار صخرة الدويقة، وهو صندوق تابع مباشرةً لرئاسة مجلس الوزراء. يهدف الصندوق إلى حصر المناطق العشوائية وتطويرها، وتنميتها، ووضع الخطة اللازمة لتخطيطها عمرانياً، وإمدادها بالمرافق الأساسية، من مياه وصرف صحي وكهرباء. ويباشر الصندوق اختصاصاته بالتنسيق مع الوزارات والجهات المعنية ووحدات الإدارة المحلية، وعلى هذه الجهات إمداده بالمعلومات والخبرات والمساعدات اللازمة، وقد أنشئ الصندوق بموجب قرار رئيس الجمهورية رقم 305 لسنة 2008. وتم إلغاؤه بقرار رئيس مجلس الوزراء رقم 1779 لسنة 2021 ليحل محله صندوق التنمية الحضرية.

## مهام صندوق تطوير المناطق العشوائية
- حصر المناطق العشوائية في جميع أنحاء جمهورية مصر العربية
- تصنيف المناطق العشوائية من خلال لجان فنية
- وضع السياسات العامة لتطوير وتنمية المناطق غير الآمنة
- الإشراف على وضع المخططات العمرانية للمناطق غير الآمنة
- وضع خطة لتطوير المناطق العشوائية طبقاً للمخططات العمرانية مع أولوية إزالة المناطق غير الآمنة
- متابعة تنفيذ خطط التطوير العمراني للعشوائيات بالتعاون مع المحافظات
- تشجيع المجتمع المدني وقطاع الأعمال على المساهمة في تطوير المناطق العشوائية
- حصر المنشآت والوحدات المقامة في المناطق غير الآمنة
- وضع خطة لإزالة المباني والمنشآت المقامة في المناطق غير الآمنة
- متابعة توفير أماكن إيواء لمن يتقرر إخلاؤهم
- إعداد تقارير دورية بنتائج أعمال اللجان الفنية المختصة لاتخاذ الإجراءات اللازمة لتنمية وتطوير المناطق غير الآمنة.[3]

## الفئات والمناطق التي يستهدفها الصندوق
يصنف الصندوق المناطق السكنية إلى ثلاثة أنواع، مناطق مخططة ومناطق غير مخططة ومناطق غير آمنة، ويحدد لكل تصنيف إستراتيجية خاصة لأساليب التدخل وحل المشاكل.
المناطق المخططة وهي المناطق الي تم تطويرها باستخدام
- المخططات التفصيلية
- مخططات تقسيم الأراضي
- الاشتراطات التخطيطية والبنائية
- المناطق غير المخططة هي المناطق الآمنة والتي لم تنشأ باستخدام أدوات التخطيط العمراني.

المناطق غير الاّمنة تتداخل المناطق غير الآمنة والمناطق غير المخططة. ووفقاً لمعايير الصندوق تنقسم المناطق غير الآمنة من حيث أولوية التدخل إلى:
- أولوية أولي المناطق التي تتعرض لظروف تهدد حياة الإنسان وهي المناطق المعرضة إلى الانزلاقات الجبلية أو السيول أو حوادث السكة الحديد.
- أولوية ثانية المناطق التي تتكون من مساكن ذات عناصر إنشائية من حوائط أو أرضيات أو أسقف تم بناءها باستخدام فضلات مواد البناء أو على أراضي ذات تربة غير ملائمة للبناء أو ذات المنشآت المتهدمة أو المتصدعة.
- أولوية ثالثة المناطق التي تهدد الصحة العامة من افتقاد المنطقة إلى المياه النظيفة أو الصرف الصحي المحسن أو تحت تأثير التلوث الصناعي أو نشئت تحت شبكات الضغط العالي
- أولوية رابعة المناطق التي تهدد الاستقرار وهي المناطق التي يفتقد القاطنين بها لحيازة مستقرة، ويفتقد حائزي العقارات بها إلى حرية التصرف في ممتلكاتهم.

جدير بالذكر أن الصندوق غفل عن ذكر سكنى المقابر وكيفية التعامل مع هذه المشكلة، بالإضافة إلي عدم ذكر المناطق غير الآمنة بالريف.

## التبعية واّليات اختيار وتعيين مجلس الإدارة
يتبع الصندوق رئاسة مجلس الوزراء بصورة مباشرة. يتولى إدارة الصندوق مجلس إدارة مشكل برئاسة وزير الدولة للتنمية المحلية، وعضوية ستة أعضاء يمثلون وزارات المالية والكهرباء والطاقة والتعاون الدولي والتنمية الاقتصادية والتضامن الاجتماعي والإسكان والمرافق والتنمية العمرانية (بحكم مناصبهم)، وثلاثة من الخبراء، وثلاثة ممثلين لمؤسسات المجتمع المدني وقطاع الأعمال والجمعيات الأهلية يختارهم رئيس مجلس الوزراء.
المدير التنفيذي للصندوق هو من يتولى إدارة وتصريف شئون الصندوق والإشراف على أعماله الفنية والإدارية والمالية، ويٌعيَن المدير التنفيذي بواسطة رئيس مجلس الوزراء، ويمثل المدير التنفيذي الصندوق أمام القضاء وفي صلاته بالغير.

## الهيكل الإداري
يتكون الصندوق من عدة وحدات وتشمل
- وحدة الشئون الفنية: وتشمل الدراسات الفنية من حصر وتصنيف ووضع أولويات تطوير المناطق العشوائية، وإعداد الخطط التنفيذية لتطوير المناطق غير الآمنة، وتنسيق أعمال التخطـيط العمراني وتوفير المرافق الأسـاسية وبناء المساكن مع الجـهات المعنية، والتدريب والتنمية ومتابعة تنفيذ أعمال التطوير.
- وحدة شئون التنفيذ: وتشمل الإسكان والمرافق الأساسية من رصف وطرق ومياه وصرف وكهرباء.
- وحدة نظم المعلومات: وتشمل تخطيط نظم المعلومات بالصندوق وتحقيق أقصى فاعلية وكفاءة في تشغيل هذه الأنظمة.
- وحدة الشئون المالية والإدارية: وتشمل المتابعة الحسابية لأموال الصندوق.
- وحدة الشئون القانونية: وتتبع المدير التنفيذي مباشرة.
- وحدة الإعلام: وتتبع المدير التنفيذي مباشرة.